# Stephanolasca rufopicta
Stephanolasca rufopicta är en insektsart som först beskrevs av Walker 1853.  Stephanolasca rufopicta ingår i släktet Stephanolasca och familjen fjärilsländor. Inga underarter finns listade i Catalogue of Life.